# Ілійсько
Ілі́йсько (болг. Илийско) — село в Кирджалійській області Болгарії. Входить до складу общини Джебел.

## Населення
За даними перепису населення 2011 року у селі проживала 141 особа.
Національний склад населення села:
| Національність   | Кількість осіб | Відсоток |
| ---------------- | -------------- | -------- |
| турки            | 137            | 97,2%    |
| болгари          | 0              | 0%       |
| цигани           | 0              | 0%       |
| інша             | 0              | 0%       |
| не визначились   | 4              | 2,8%     |
| Всього відповіли | 141            |          |

Розподіл населення за віком у 2011 році:
Динаміка населення: